# Ritorno di Gesù in Galilea
Il ritorno di Gesù in Galilea è un episodio riportato dai vangeli canonici, in cui si afferma che Gesù, dopo essere stato battezzato da Giovanni Battista, ritornò in Galilea, dove diede inizio al suo ministero pubblico.

## Racconto evangelico
Nel vangelo di Marco il ritorno di Gesù in Galilea avviene dopo l'arresto di Giovanni Battista, direttamente dal deserto dove Cristo aveva vissuto un periodo di solitudine e tentazione.
Nel vangelo di Matteo, il racconto suggerisce che dopo il suo battesimo, Gesù trascorse un periodo di tentazione nel deserto, nella "città santa" (Gerusalemme) e in una zona montuosa, prima di tornare in Galilea. Lasciò quindi Nazaret dove era cresciuto, dopo aver appreso dell'arresto di Giovanni Battista e venne a vivere a Cafarnao, situato vicino al Mare di Galilea. Il ritorno di Gesù in Galilea segna l'inizio del suo "ministero pubblico", poiché inizia a predicare lì. Questo ritorno è anche interpretato nel Vangelo di Matteo come l'adempimento della profezia di Isaia:
Il paese di Zàbulon e il paese di Nèftali, sulla via del mare, al di là del Giordano, Galilea delle genti; il popolo immerso nelle tenebre ha visto una grande luce; su quelli che dimoravano in terra e ombra di morte, una luce si è levata.
Il vangelo di Luca racconta che Gesù tornò in Galilea manifestando la potenza dello Spirito Santo; la sua fama si diffuse, cominciò ad insegnare nelle sinagoghe e tutti facevano grandi lodi di lui. Luca pone in questa fase il rifiuto di Gesù a Nazaret da parte dei suoi concittadini, mentre gli altri due vangeli sinottici lo pongono in una fase successiva del suo ministero.
Il vangelo di Giovanni riferisce che Gesù, rientrato temporaneamente in Galilea, dopo il miracolo delle nozze di Cana e un breve soggiorno a Cafarnao tornò in Giudea, ma lasciò questa regione dopo essere venuto a conoscenza che i farisei dicevano che egli faceva più discepoli e battezzava più di Giovanni Battista- sebbene non fosse Gesù in persona che battezzava, ma i suoi discepoli. Giovanni racconta il viaggio di Gesù attraverso la Samaria, intrapreso per raggiungere la Galilea, descrivendo il suo  incontro con una donna samaritana nel pozzo di Sicar in Samaria.